# Kirjat Ševa Kehilot

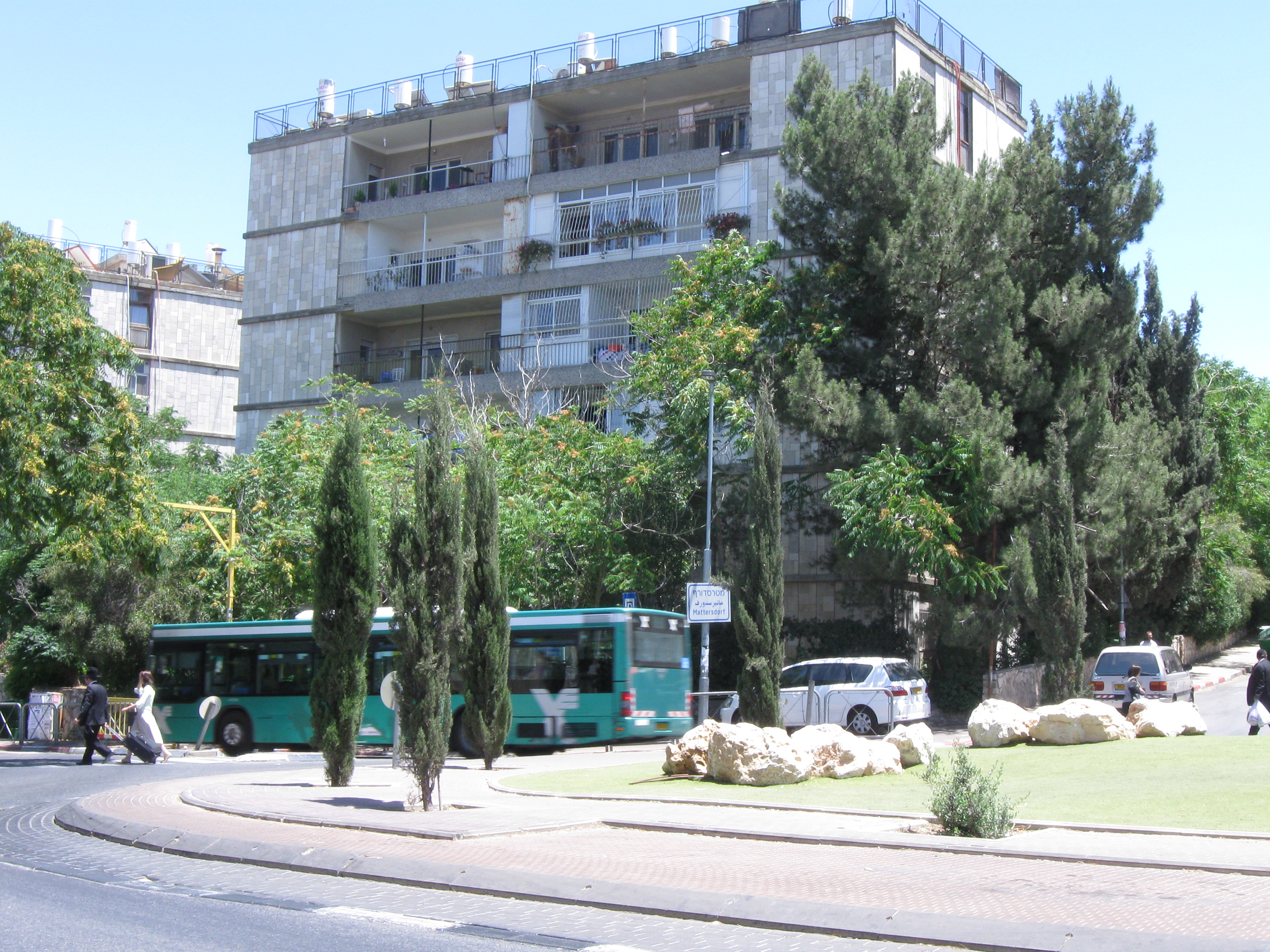
Náměstí ha-Rav Klein, vstup do Kirjat Ševa Kehilot

Kirjat Ševa Kehilot (hebrejsky: קריית שבע קהילות, doslova Město sedmi obcí, v jidiš Kirjas Ševa Kehilos) je městská čtvrť v západní části Jeruzaléma v Izraeli.

## Geografie
Leží v nadmořské výšce přes 750 metrů, cca 3,5 kilometru severozápadně od Starého Města. Na jihu s ní sousedí čtvrtě Romema respektive Romema Ilit, na jihovýchodu Kirjat Matersdorf a Unsdorf. Nachází se na okraji vyvýšené planiny, která dál k severu a západu spadá prudce do údolí potoka Sorek, podél jehož okraje prochází nová dálniční komunikace (západní obchvat města) Sderot Menachem Begin. Populace čtvrti je židovská.

## Dějiny
Její jméno odkazuje na Siebengemeinden, sedm židovských náboženských obcí v dnešním Rakousku, poblíž města Eisenstadt, zaniklých během holokaustu, ve kterých působili židovští učenci. Někdy bývá Kirjat Ševa Kehilot považována jen za jiné označení pro sousední čtvrť Kirjat Matersdorf. Obyvateli jsou převážně ultraortodoxní Židé směru mitnagdim. Nacházejí se tu četné ješivy.